# Eva Tjörnebo
Eva Cecilia Tjörnebo, född 1 april 1956 i Helsingborgs Maria församling, Malmöhus län, är en svensk vissångerska och läkare. Hon är dotter till Gunnar Tjörnebo.
Tjörnebo kommer ursprungligen från Skåne, men är numera bosatt i Nyköpings kommun. Hon var i sin ungdom medlem i folkmusikgruppen Folkvind, som 1977 gav ut ett album på Oktoberförlaget. Under senare år har hon utgivit fyra musikalbum, de tre senare tillsammans med Viskompaniet. Hon tilldelades Olrogstipendiet 2013.
Tidigare spelade hon cittra när hon sjöng och uppträdde, men nu sjunger hon enbart.
Hon är sambo med Kjell Landström, som också spelar i Viskompaniet.

## Diskografi
- 1994 – Å längtat haver jag (Tongång, AWCD-3)
- 1998 – –och liksom vinden fri (Tongång, AWCD-28)
- 2003 – Klara stjärnor (Tongång, AWCD-51)
- 2008 – Min utvalda vän (Tongång, AWCD-62)
- 2014 - Som dagg och honung - Tjugo år med Eva Tjörnebo & Viskompaniet (Tongång, AWCD-71, samlingsalbum)